# Matilde Hidalgo de Procel
Matilde Hidalgo de Procel (Loja, 29 de setembro de 1889 – Guayaquil, 20 de fevereiro de 1974) foi a primeira mulher a se formar numa faculdade e ser eleita para um cargo político no Equador.